# 李冬兒
李冬儿，元朝女性人物，濮州鄄城县（今山东省鄄城县北旧城）人。
李冬儿是丁从信的妻子。二十三岁时，丁从信死后，李冬儿服丧结束，父母让她回娘家问她：“你年少居孀，又没有儿子，何以自立，我为你再择婿怎么样？”李冬儿不听，到丁从信墓前大哭，想要在墓边树上自缢，被家人发现，没有成功。晚上回到丁从信家，夜二鼓，入室换了新衣，自缢而死。禀上朝廷，赐给旌表。